# زلزال ۳
| زلزال-۳ ایران | زلزال-۳ ایران                       |
| ------------- | ----------------------------------- |
|               |                                     |
| نوع موشک      | راکت توپخانه ای                     |
| تاریخچه خدمت  |                                     |
| استفاده کننده | ایران و یمن                         |
| ورود به خدمت  | تاکنون-۱۳۷۲                         |
| تاریخچه تولید |                                     |
| کشور سازنده   | ایران                               |
| مشخصات        |                                     |
| کلاهک         | یک                                  |
| نوع موتور     | سوخت جامد                           |
| برد عملیاتی   | ۲۵۰ کیلومتر                         |
| سکوی پرتاب    | وسیله نقلیه (قابل حمل) یا سکوی ثابت |

زلزال ۳، یک موشک ایرانی با نیروی محرکه جامد است که دارای بردی در حدود ۲۵۰ کیلومتر است. این موشک در سه مدل اولیه، نسخه بی و نسخه بارشی طراحی و تولید شده است.

## تاریخچه

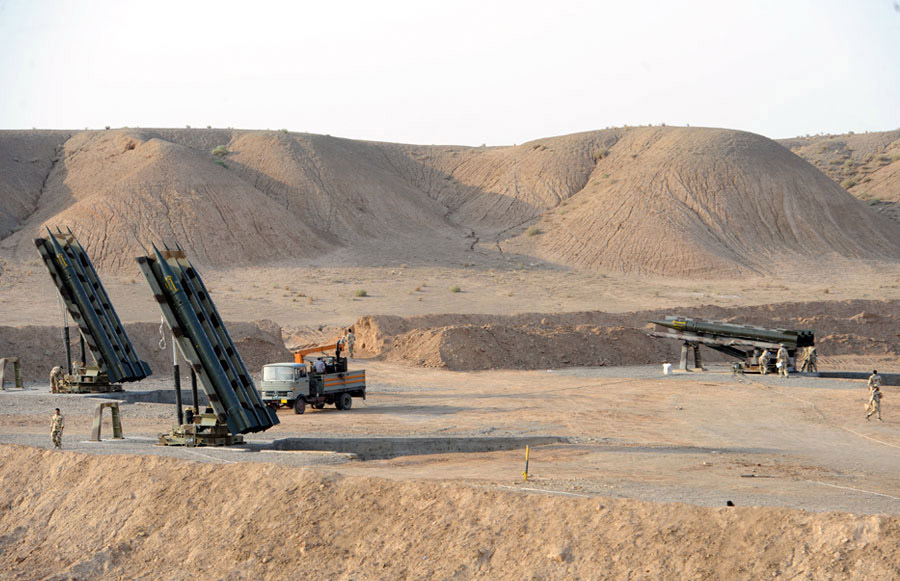
سامانه‌های پرتاب زلزال ۳ در رزمایش پیامبر اعظم ۶

راکت‌های سری زلزال در کنار راکت‌های سری نازعات، از راکت‌های ایرانی هستند که در طول جنگ ایران و عراق طراحی و ساخته شدند. به گفته منابع ایرانی، بعدها از روی سیستم زلزال، موشک‌های نسل فاتح طراحی و ساخته شدند. همینطور از این سیستم،‌ برای ساخت برخی راکت‌های کاوشگر فضایی در ایران استفاده شده است. نیروهای یمنی از جمله استفاده کنندگان از موشک‌های زلزال ۳ بر علیه عربستان بودند.

## مشخصات فنی
زلزال ۳، دارای ۹.۶ متر طول و ۶۱۶ میلی‌متر قطر است. وزن این موشک ۳۸۷۰ کیلوگرم که ۹۰۰ کیلوگرم آن را سر جنگی و ۱۹۸۰ کیلوگرم آن را سوخت آن تشکیل داده است. میزان خطای این موشک را زیر ۵ درصد گزارش کرده‌اند. این راکت قدرت دارد تا حداکثر تا ۲۰۰ کیلومتر برد داشته باشد. این راکت‌ها قابلیت پرتاب از لانچرهای متحرک و ثابت را دارند و بر روی لانچرهای سه‌تایی و تکی نصب می‌شوند.‌‌
شکل ظاهری این راکت، شامل بدنه استوانه‌ای، چهار بالک ذوزنقه‌ای در انتهای بدنه و موتورهای راکتی دوران‌دهنده پیش از بخش دماغه است. دماغه این موشک برخلاف دو نسل قبلی آن، مخروطی ساده است. در نسل سوم ضمن افزایش طول و قطر راکت، جرم آن نیز افزایش یافته است.‌‌‌ کاربرد این موشک را برای حمله به هدف‌های پهن و وسیع همچون باند فرودگاه‌ها دانسته‌اند.

### نسخه زلزال ۳ بی

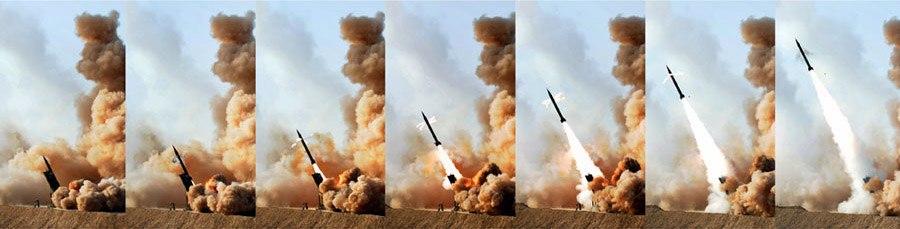
مراحل پرتاب موشک زلزال ۳ در پیامبر اعظم ۶

برای راکت زلزال ۳، دو مدل اولیه و نسخه بی گزارش شده است. دو نمونه معرفی شده در این نسل دارای دو رویکرد متفاوت هستند، یکی با افزایش ۵۰ درصدی جرم سرجنگی برای رسیدن به قدرت تخریب بیشتر (با کمی کاهش برد) و دیگری با رویکرد افزایش برد. در نسخه بی، طول موشک ۹ متر و عرض آن همان ۶۱۶ میلی‌متر است. برد این موشک به ۲۵۰ کیلومتر افزایش یافته و وزن آن ۳۶۰۰ کیلوگرم است.